# Picocystis
Picocystis, monotipski rod zelenih algi smješten u vlastitu porodicu (Picocystaceae), red (Picocystales) i razred (Picocystophyceae). Jedina je vrsta Picocystis salinarum koja živi po brakičnim vodama slanih jezera i vrućih izvora istočne Afrike i u Kaliforniji.